# 堀越啓仁
堀越 啓仁（ほりこし けいにん、1980年3月28日 ‐ ）は、日本の政治家、僧侶。立憲民主党所属の元衆議院議員（1期）。

## 来歴・人物
群馬県甘楽郡下仁田町の常光寺に生まれる。群馬県立下仁田高等学校、大正大学人間学部仏教学科、東京福祉専門学校作業療法士科卒業。僧侶として実家の手伝いをしながら12年間、作業療法士としてリハビリに従事した。堀越は衆議院議員在職中は自治労群馬県本部の組織内議員であった。
2015年9月19日、安全保障関連法が可決成立。危機感を持った堀越は同法の廃止を目的に市民団体「かたつむりの会」を設立。次期参院選に向け、野党共闘の橋渡し役になろうと活動を始める。しかし候補者がなかなか決まらず、最終的に自らが出馬することを決断した。
2016年7月の第24回参議院議員通常選挙に民進党公認で群馬県選挙区より出馬するも自民党公認の中曽根弘文にダブルスコアの大差で敗れ落選。
2017年10月9日、立憲民主党は第48回衆議院議員総選挙の第2次公認として、選挙区候補1人と、比例単独候補15人を発表。候補者が確定した。比例北関東ブロックの名簿には長谷川嘉一（群馬3区）、山川百合子（埼玉3区）、枝野幸男（埼玉5区）の重複立候補者3人がいずれも1位で、堀越が単独4位で、大河原雅子が単独5位で、高木錬太郎が単独6位で搭載された。同年10月31日、投開票。立憲民主党は同ブロックで5議席を獲得し、枝野が小選挙区で当選したため、6人のうち残りの5人は全員自動的に当選することとなった。
2018年1月18日、旧・立憲民主党の地方組織である同党群馬県総支部連合会（群馬県連）が発足。堀越は同党県連の幹事長に就任。
同年4月3日、旧・立憲民主党本部は常任幹事会で堀越を同党の群馬2区総支部長に選任することを決定した。総支部長就任後の同月中に堀越の県連内での役職が幹事長から会長代行に変更になった。堀越の後任として、角倉邦良群馬県議会議員が幹事長に就任した。
2019年9月、角倉邦良群馬県議会議員が幹事長を退任し、後任として堀越が立憲民主党群馬県連合の幹事長に就任。
2020年9月7日、2020年新党代表・党名選挙（旧・立憲民主党と旧・国民民主党が合流して結党する新党の代表と党名を決める選挙）が告示され、堀越は枝野幸男の推薦人に名を連ねた（枝野の推薦人は堀越を含めて全25人）。
同年9月15日、新・立憲民主党の結党に参加。同年9月29日、新・立憲民主党本部は常任幹事会で堀越を同党の群馬2区総支部長に選任することを決定した。
同年10月4日、新・立憲民主党の地方組織である同党群馬県総支部連合会（群馬県連）の結成大会が高崎市で開かれた。堀越は同党群馬県連の会長代行に就任。
2021年10月17日、立憲民主党・日本共産党・社会民主党・新社会党の各党の群馬県組織が堀越を群馬2区の「野党統一候補」とすると発表した。4党は市民団体「いま、政治を変える群馬2区市民の会」の共通政策に合意した。
2021年の第49回衆議院議員総選挙には群馬2区から立憲民主党公認で出馬したが自民党公認の井野俊郎に敗れ惜敗率は56.67%に留まり比例復活も叶わず落選した。
2022年5月17日、立憲民主党本部は臨時常任幹事会で堀越の次期（第26回）参院選比例区での公認を内定した。
2022年の第26回参議院議員通常選挙には立憲民主党公認で比例区から出馬した。7月10日の投開票の結果、堀越の比例個人票順位は立民の比例候補者20人中11位（堀越の個人票数は39,631票）となったため、立民が比例で獲得した7議席に届かず落選した。落選が確定的となった7月11日未明に埼玉県本庄市の選挙事務所で、今回の第26回参院選で選挙に立候補するのを最後にする意向を表明した。
現在は社会活動家として、憲法や動物福祉などのテーマでの講演を中心に活動している。

## 政策
- アベノミクスを評価しない[43]。
- 安全保障関連法案の成立を評価しない[43]。
- 安倍内閣による北朝鮮問題への取り組みを評価しない[43]。
- 共謀罪法を評価しない[43]。
- 安倍内閣による森友学園問題・加計学園問題への対応を評価しない[43]。
- 幼稚園・保育所から大学までの教育無償化に賛成[43]。
- 「当面は財政再建のために歳出を抑えるのではなく、景気対策のために財政出動を行うべきだ」という意見にどちらかと言えば賛成[43]。
- 経済競争力を多少犠牲にしても格差是正を優先することに賛成[43]。
- 「財政赤字は危機的水準であるので、国債発行を抑制すべきだ」という意見にどちらかと言えば賛成[43]。
- 所得や資産の多い人に対する課税強化にどちらかと言えば賛成[43]。
- 「治安を守るためにプライバシーや個人の権利が制約されるのは当然だ」という意見にどちらかと言えば反対[43]。
- 同性婚を法律で認めることにどちらかと言えば賛成[43]。
- 外国人労働者の受け入れ拡大にどちらかと言えば賛成[43]。
- 選択的夫婦別姓制度の導入にどちらかと言えば賛成[43]。
- 原発は日本に必要ないと思う[44]。
- 原子力規制委員会の審査に合格した原子力発電所の運転再開にどちらかと言えば反対[43]。
- 「将来も原子力発電は電力源のひとつとして保つべきだ」という意見よりも「いますぐ原子力発電を廃止すべきだ」という意見にどちらかと言えば賛成[43]。
- 「一人親家庭やDINKsなど家族の形は多様でよい」という意見に賛成[43]。
- 「日本と関係ない戦争に巻き込まれないように、日米安保体制の強化には慎重であるべきだ」という意見にどちらかと言えば賛成[45]。
- 「日本にとって中国は脅威である」という意見よりも「日本にとって中国はパートナーである」という意見にどちらかと言えば賛成[45]。
- 非核三原則を堅持することに賛成[43]。
- 日本の防衛力を強化することにどちらかと言えば反対[43]。
- 消費税10%への増税にどちらかと言えば反対[43]。
- 憲法改正についてはどちらとも言えない[45]。
- 動物に尊厳して犬猫の殺処分ゼロすべきだ[46]。

## 不祥事

### 陣営幹部の公選法違反
第49回衆議院議員総選挙において選挙管理委員会に届け出ていない法定外ビラを選挙期間中の2021年10月下旬に有権者に郵送し堀越への投票を呼びかけたとして、県警が同年11月25日、堀越陣営の幹部2名を公職選挙法違反（法定外文書頒布）容疑で書類送検した。法定外ビラは約1万枚作成された。書類送検された2名は堀越の元公設秘書と加賀谷富士子群馬県議の父（不動産会社代表）であった。加賀谷県議は第49回衆院選において堀越陣営の選対委員長を務めていた。堀越と加賀谷県議は法定外ビラが陣営幹部によって郵送されたことを把握していなかったと語った。書類送検の報道を受けて、堀越は同年12月17日に立民群馬県連の会長代行を辞任した。伊勢崎区検は2022年2月16日、陣営幹部2名を公選法違反で略式起訴し、伊勢崎簡裁は同年3月1日、幹部2名に罰金20万円の略式命令を下した。

## 著作
共著
- 堀越啓仁、亀井亜紀子、落合貴之、池田真紀、櫻井周、神谷裕、松田功、岡本あき子、山崎誠、大河原雅子、立憲民主党国会議員有志の会『君も政治家になろう』花伝社、2019年5月15日。ISBN 978-4763408846。

## 親族
- 父・教之[注 5]（群馬県下仁田町の「常光寺」住職、版画家平塚運一のひ孫弟子）[56][57]

## 議員連盟
- 日本の未来を創る勉強会[58]